# Friedmann Meir ben Benjámin
Friedmann Meir ben Benjámin (írói neve: Sólom) (Kraszna, 1831. július 10. – Bécs, 1908. november 23.) osztrák teológus, tanár.

## Élete
Az ungvári jesiván tanult és már fiatal korában sokat foglalkozott a kabbalisztikus iratokkal. Tizenhat éves volt, amikor a Moses Mendelssohn Biur-jával ellátott Biblia először került hozzá, s ezután kezdett bibliai tanulmányokkal foglalkozni. Húszéves korában, mint már kitűnő hebraista került Miskolcra, ahol talmudot tanított s egyszersmind világi tárgyakat tanult, 1858. pedig a bécsi egyetemre ment, ahol tovább képezte magát. 1864-ben az akkor alakult bécsi Besz-ha Midrason a biblia- és midrásirodalom tanárává nevezték ki, majd egyszersmind a bécsi rabbiszemináriumnak is tanára lett. Friedmann főleg mint midras-kutató vált ki. Kiadásai s az azokhoz tömör héberséggel írott jegyzetei nagy értékűek. 

## Művei
Héber nyelvű művei: 
- Szifré-kiadás (1864);
- Mechilta-kiadás (1870);
- Esesz Chájil (1878);
- Peszichto-Raboszi (1880);
- Ha-Cijon (Ezékiel-kommentár, 1882);
- Dovor al edusz ha-Talmud (1885);
- Masszechet Makkósz (talmudtraktátus kommentárral, 1888);
- Széfer Sofétim (kommentár a Bírák könyve-hez, 1891);
- Meir Ajin (Haggáda-kommentár, 1895);
- Tánna debé Elijáhu (1900).

Német nyelvű művei: 
- Worte der Erinnerung an Isaac Noah Mannheimer (1873):
- Die Juden ein Ackerbautreibender Stamm (1878);
- T. G. Stern (Gedenkrede, 1883);
- Zerubabel (1890);
- Worte zur Feier des 100-jährigen Geburtstages des sel. Predigers I. N. Mannheimer (1893);
- Onkelos und Akylos (1896).

Friedmann 1881-1886 közt I. H. Weisszel együtt szerkesztette a nagyon híres Bész Talmud című héber nyelvű teológiai folyóiratot. Ebben Friedmann állandóan a héber Is Sólom nevet használta. A folyóiratban főleg a Pentateuchhoz és Sámuelhez írott kommentárjai tűntek ki.